# Kalinowka (rejon chomutowski)
Kalinowka (ros. Калиновка) – wieś (ros. село, trb. sieło) w zachodniej Rosji, centrum administracyjne sielsowietu kalinowskiego w rejonie chomutowskim obwodu kurskiego. Miejscowość położona jest  4 km od centrum administracyjnego rejonu Chomutowka, 117 km od Kurska i 11 km od granicy rosyjsko-ukraińskiej.
W 2010 roku miejscowość zamieszkiwały 1262 osoby.
W Kalinówce urodził się Nikita Chruszczow, radziecki polityk, działacz partyjny i państwowy, I sekretarz KC Komunistycznej Partii Związku Radzieckiego w latach 1953–1964 i premier ZSRR w latach 1958–1964.